# 724 (szám)
A 724 (római számmal: DCCXXIV) egy természetes szám.

## A szám a matematikában
A tízes számrendszerbeli 724-es a kettes számrendszerben 1011010100, a nyolcas számrendszerben 1324, a tizenhatos számrendszerben 2D4 alakban írható fel.
A 724 páros szám, összetett szám. Négy egymást követő prím (173 + 179 + 181 + 191), illetve hat egymást követő prím (107 + 109 + 113 + 127 + 131 + 137) összege. Nontóciens szám. A tízkirálynő-probléma különböző megoldásainak száma.
Kanonikus alakban a 22 · 1811 szorzattal, normálalakban a 7,24 · 102 szorzattal írható fel. Hat osztója van a természetes számok halmazán, ezek növekvő sorrendben: 1, 2, 4, 181, 361 és 724.